# Pitsusköngäs
Pitsusköngäs es el nombre que recibe la cascada más grande del país europeo de Finlandia. Su altura máxima es de 17 metros (56 pies). Se encuentra a unos 45 kilómetros (28 millas) de la localidad de Kilpisjärvi. Se puede llegar siguiendo el rastro de «Nordkalottleden».